# Tränentattoo

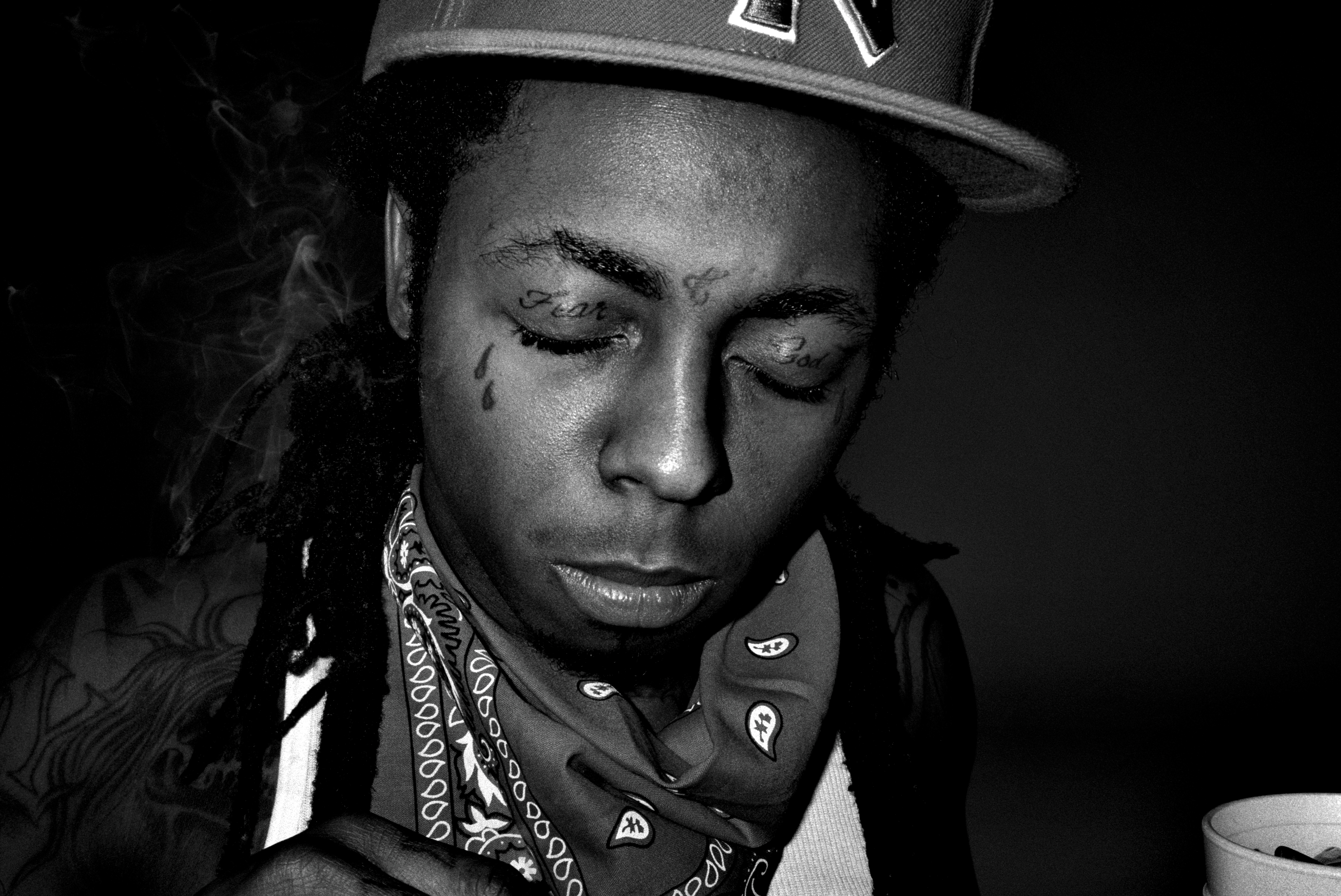
Lil Wayne mit Tränentattoo

Als Tränentattoo (umgangssprachlich auch Knastträne) bezeichnet man eine Tätowierung in Form einer Träne, zumeist unter dem Auge gestochen. Es steht unter anderem in Verbindung mit kriminellen Aktivitäten. Seine genaue Bedeutung ist jedoch umstritten.

## Bedeutung
Es existieren verschiedene Bedeutungsmöglichkeiten. Einige hiervon sind:

### Zeichen für Trauer
Ein Tränentattoo kann als Zeichen der Trauer über den Tod einer dem Träger nahegestandenen Person interpretiert werden. Zumeist starb der Tote hierbei nicht eines natürlichen Todes, sondern wurde getötet, beispielsweise ermordet oder Opfer eines Unfalls. Der US-amerikanische Basketballspieler Amar'e Stoudemire ließ sich ein Tränentattoo stechen, nachdem sein Bruder bei einem Autounfall ums Leben gekommen war.

### Zeichen für einen Mord
Ein Tränentattoo kann auch Zeichen für einen durch den Tätowierten begangenen Mord sein und die Anzahl der Tränen der Anzahl der verübten Morde entsprechen. Diese These wird im Buch Ghetto Kidz des Schriftstellers Morton Rhue beschrieben. Des Weiteren machte der Musiker Lil Wayne in einem Interview eine Andeutung auf die Bedeutung seiner vier Tränentattoos. So sagte er, während er dabei auf seine Tränentattoos zeigte:

“My mamas a gangsta… She told me every day, Nigga play with you, you kill him. I believed her, and I do everything she say. You see these four? Lord, forgive me. But guess what, you play with me, I'll knock your head open and piss on your motherfucking eyes.”

„Meine Mutter war eine Gangsterin… Sie sagte es mir jeden Tag, (der) Nigga spielt mit dir, du bringst ihn um. Ich glaubte ihr, und tue alles, was sie sagt. Siehst du die vier (Tattoos)? Gott, vergib mir. Aber weißt du was? Wenn du mit mir spielst, schlage ich dir den Schädel ein und pisse auf deine verfickten Augen.“

Bei einer Anhörung in einem Gericht in Washington, D.C. sorgte das Tränentattoo eines Angeklagten für Aufsehen, da es möglicherweise die Jury bei ihrer Entscheidung beeinflusste.

### Zeichen für einen Gefängnisaufenthalt

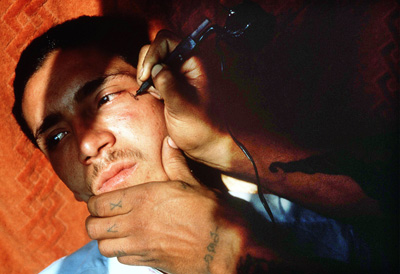
Tränenmotiv-Tätowierung als Zeichen für einen Gefängnisaufenthalt

Ein Tränentattoo kann auf einen Gefängnisaufenthalt verweisen. Die Anzahl der Tränen kann hierbei für die Jahre stehen, die der Träger der Tätowierung im Gefängnis verbrachte. Die verstorbene Sängerin Amy Winehouse ließ sich aus Solidarität zu ihrem Freund Blake Fielder-Civil ein Tränentattoo stechen, nachdem dieser zu einem Gefängnisaufenthalt verurteilt worden war.

### Zeichen der Herabwürdigung
Eine andere Bedeutung des Tattoos kommt aus US-amerikanischen Haftanstalten. Gefangene berichteten, dass sie von ihren Sugar-Daddies gezwungen wurden, sich ein Tränentattoo stechen zu lassen, um zu zeigen, dass sie verweichlichte Männer sind, die dem Idealbild eines Mannes nicht entsprechen können (engl. sissy).

## Causa „Teardrop Rapist“
Zwischen 1996 und 2012 beging ein unbekannter Sexualstraftäter, der wegen seines Tränentattoos „Teardrop Rapist“ (deutsch: „Tränenvergewaltiger“) genannt wurde, in den USA mehrere Vergewaltigungen. Zeugen eines Übergriffs aus dem Jahr 1998 verwechselten den Täter mit einem Mann, der ebenfalls ein Tränentattoo trug und daraufhin im Jahr 1999 zu mindestens 55 Jahren Haft verurteilt wurde. 16 Jahre später wurde dieser anhand einer DNA-Untersuchung als unschuldig befunden und freigesprochen, verblieb jedoch wegen eines ungeklärten Aufenthaltsstatus zunächst in Gewahrsam.

## Prominente Träger
Zu prominenten Trägern eines Tränentattoos gehören unter anderem der US-amerikanische Rapper Lil Wayne, The Game, Ricardo Quaresma, Kevin Gates und die britische Sängerin Amy Winehouse.